# Actia ampla
Actia ampla är en tvåvingeart som beskrevs av Takuji Tachi och Hiroshi Shima 1998. Actia ampla ingår i släktet Actia och familjen parasitflugor. Inga underarter finns listade i Catalogue of Life.